# Cintia Rodríguez
Cintia Rodríguez Rodríguez (Inca, 16 novembre 1994) è una ginnasta spagnola.
È membro della nazionale spagnola di ginnastica artistica e ha partecipato a due edizioni dei mondiali, una degli europei e, con la nazionale juniores, al Grand Prix Città di Jesolo.
È tesserata presso la società Xelska di Maiorca.

## Carriera sportiva
Nel 2010 partecipa ai mondiali di Rotterdam con la nazionale spagnola, che termina al 18º posto, a 5,6 punti di distacco dalla vincitrice, la nazionale russa. Individualmente si classifica al 52º posto alle parallele, 152º alla trave, 108º al corpo libero, 77º nel concorso generale.
Nel 2011 vince il campionato spagnolo, sia individuale che a squadre con il Xelska. Partecipa poi alla tappa di coppa del mondo a Cottbus.
Nel 2012 partecipa ai campionati federali spagnolo e delle Isole Baleari; poi partecipa alla Bundesliga tedesca di ginnastica.
Nel 2012 partecipa ai campionati federali spagnolo e delle Isole Baleari; poi agli europei di Bruxelles.
Nel 2013 partecipa alla Serie A1 italiana, in prestito alla Forza e Virtù; vince poi con il Xelska i Campionati assoluti spagnoli a squadre; partecipa alla Bundesliga; infine partecipa ai Mondiali di Anversa con la nazionale spagnola e si classifica al 48º posto alle parallele, 75º alla trave, 26º al corpo libero e 44º nel concorso generale individuale.
Nel 2014 partecipa nuovamente alla Serie A1, in prestito alla Ginnastica Giglio.
Nella prima tappa gareggia solo a parallele (12,350) e trave (13,050).
Partecipa agli europei di Sofia 2014: nella finale a squadre la Spagna termina al 6º posto.
Ai Campionati Nazionali di Spagna conquista il terzo posto, con un totale di 53,017 punti, dietro a Roxana Popa e Paula Vargas.